# Bazzano (Valsamoggia)
Bazzano (Bażàn in dialetto bolognese, Bażã nella variante locale) è un municipio di 6 917 abitanti del comune di Valsamoggia, di cui è sede comunale. Fino al 31 dicembre 2013 è stato un comune autonomo, era il più piccolo comune per estensione della provincia di Bologna. Confinava con i comuni di Crespellano, Monteveglio, e con i comuni modenesi di Castelfranco Emilia, San Cesario sul Panaro e Savignano sul Panaro.

## Geografia fisica

### Territorio
Municipio di piccole dimensioni formato essenzialmente dal capoluogo, è situato a ovest di Bologna al confine con la provincia di Modena, nella fascia fra pianura e collina allo sbocco in pianura del torrente Samoggia. Il territorio municipale è quindi equamente suddiviso fra pianura e bassa collina, l'altitudine massima è di 142 metri.
Bazzano dista 27 km dal capoluogo provinciale ed è più o meno equidistante rispetto a Modena.

### Clima
- Classificazione climatica: zona E, 2315 GR/G

## Storia
Grazie alle sue caratteristiche geo-morfologiche, fra cui la presenza del torrente Samoggia e di un poggio, innalzato di 27 m rispetto alla pianura padana, il territorio di Bazzano fu interessato da un intenso popolamento fin dall'epoca preistorica: all'età del Bronzo (1200-900 a.C.) risale un villaggio di capanne di cultura terramaricola ubicato sulla sommità del poggio, mentre durante l'età del Ferro gli insediamenti si spostarono verso valle: all'epoca villanoviana risale la necropoli rinvenuta presso le "Fornaci Minelli". È accertata la presenza etrusca, la cui influenza culturale sul territorio finì con la grande migrazione dei Celti nel Nord Italia nel quarto secolo a.C.. Bazzano è insediata dalla tribù celtica dei Galli Boi, il cui epicentro del loro insediamento rappresenta la fascia pedecollinare compresa tra il Taro e il Reno. Nel 193 a.C. le popolazioni celtiche del Nord Italia come gli Insubri e i Boi sono sottomessi alla potenza romana. Per l'epoca romana numerose tracce sparse nel territorio indicano un intenso popolamento, favorito dalla vicinanza della via Predosa, parallela alla via Emilia, che attraversava la fascia pedemontana collegando Bologna e Modena.

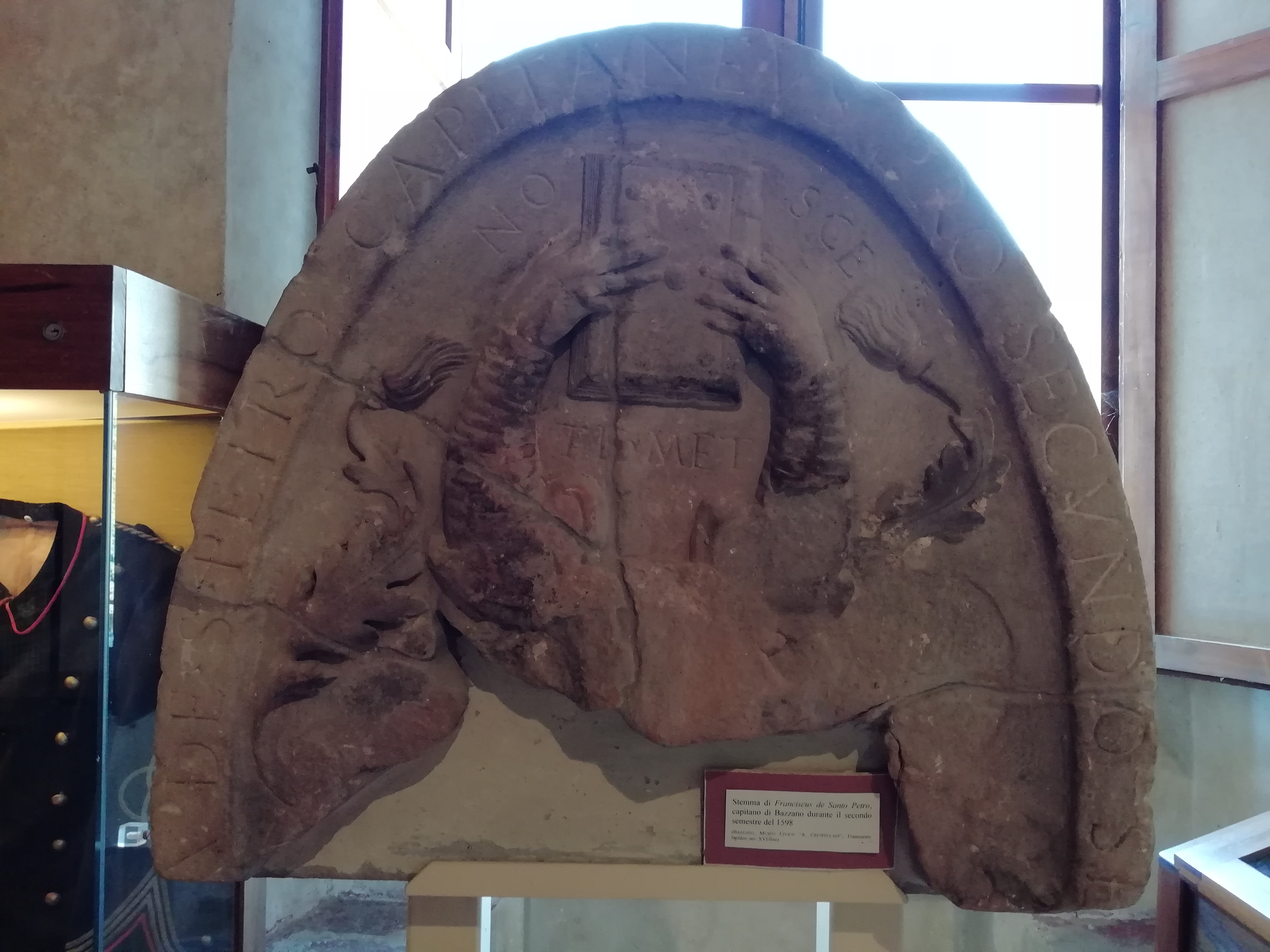
Stemma di Franciscus de Santo Petro, capitano di Bazzano durante il secondo semestre del 1598, probabilmente in origine nel cortile della Rocca dei Bentivoglio

Dopo il 643 il confine tra il territorio longobardo e l'Esarcato bizantino si attestò sul Panaro e l'area bazzanese divenne una zona di frontiera.
Nel 727 il re longobardo Liutprando conquistò i possedimenti bizantini e il comprensorio bazzanese, non più militarizzato, fu interessato da un rapido processo di popolamento. Un nuovo insediamento longobardo sorse in pianura attorno alla chiesa di San Pietro, mentre il più antico villaggio bizantino sul poggio si sviluppò attorno alla chiesa di Santo Stefano. Un documento dell'anno 871 riporta il nome Badianum riferito a quest'ultimo agglomerato. Il nome deriverebbe da "badia", nel senso di "possedimento di un'abbazia", forse l'abbazia di Nonantola: un documento dell'anno 789 ricorda infatti tra i territori posseduti dall'abbazia la "terra di Santo Stefano" con la relativa chiesa, di cui è stata ipotizzata l'identificazione con l'omonima chiesa parrocchiale del villaggio sul poggio.
Un'altra ipotesi sull'origine del toponimo è la sua derivazione da un toponimo prediale di epoca romana, riferibile a un'ipotetica gens Badia.
Passò poi, dopo l'anno 1000, ai Conti di Canossa. Sull'altura che domina il paese, all'epoca era già edificato un castrum fortificato che fu in seguito ampliato come Rocca dei Bentivoglio. Nei secoli successivi la Rocca, divenuta di competenza del vescovo di Modena, fu distrutta dai bolognesi, poi ricostruita, e infine passata sotto il dominio dei Bentivoglio, signori di Bologna, ricostruita nelle forme attuali alla fine del XV secolo.
Il definitivo passaggio della Rocca di Bazzano al dominio di Bologna fece sì che intorno a essa e ai suoi piedi si cominciasse a sviluppare un borgo abitato, che dal XVI secolo in poi assolse a funzioni confinarie tra lo Stato Pontificio e il Ducato di Modena e Reggio.
Nei secoli la Rocca di Bazzano fu sede del Capitano della Montagna, fu sede municipale, fu carcere (vi fu rinchiuso nel 1799 anche il poeta Ugo Foscolo), fu teatro (sala dei Giganti) e ancora fu caserma e scuola e ancora fino agli anni sessanta adibita ad abitazioni private.
Con l'Unità d'Italia Bazzano seguì le sorti della provincia di Bologna.

Posizione dell'ex comune di Bazzano nella provincia di Bologna.

Tra le figure storiche che sono nate a Bazzano o che vi hanno soggiornato, vale la pena di ricordare: il pittore Antonino Sartini (1889-1954), morto a Bazzano; il costruttore di auto Amedeo Gordini (1899-1979) nato a Bazzano; il letterato Tommaso Casini (1859-1917) morto a Bazzano; il poeta e scrittore Emanuel Carnevali (1897-1942) e lo storico e frate Giovanni da Bazzano (vissuto nel XIV secolo).
Nel corso della seconda guerra mondiale, tra l'aprile 1942 e il settembre 1943, Bazzano fu uno dei comuni dell'Emilia-Romagna adibiti a località di internamento libero per ebrei stranieri. Vi soggiornarono a domicilio coatto, in una grande casa colonica su un fondo denominato "Bagantona", un totale di 58 profughi, tutti ebrei anglo-libici, che deportati dalla Libia nel gennaio 1942 erano stati temporaneamente accolti in altri campi in Italia. Tra loro vi erano famiglie numerose con molti bambini ed anche due neonati che videro la luce proprio a Bazzano. Con l'occupazione tedesca e la Repubblica Sociale Italiana, gli internati furono condotti dapprima nel novembre 1943 al campo di concentramento di Reichenau in Austria e quindi nell'aprile 1944 al campo di concentramento di Vittel in Francia come ostaggi per eventuali scambi di prigionieri. Rimasero a Vittel anche dopo la Liberazione fino al 26 giugno 1945.
Il 25 novembre 2012, nel comune di Bazzano si è tenuto il referendum consultivo sulla fusione con i limitrofi comuni di Crespellano, Castello di Serravalle, Monteveglio e Savigno per dare vita ad un comune unico: i cittadini dei cinque comuni si sono espressi in favore della fusione con una maggioranza del 51,5%, mentre la maggioranza dei votanti del comune di Bazzano si è espressa contro tale fusione con una percentuale del 58,52%. Nell'occasione si è anche votato sul nome da dare al futuro comune unico, il nome scelto a maggioranza è stato Valsamoggia.

### Simboli

Vecchio stemma comunale

Lo stemma di Bazzano era stato riconosciuto con decreto del capo del governo del 12 marzo 1933.
Lo stemma è antico: la melagrana è verosimilmente simbolo di fortuna e abbondanza, il capo d'Angiò ricorda la storica appartenenza al territorio di Bologna.

## Infrastrutture e trasporti

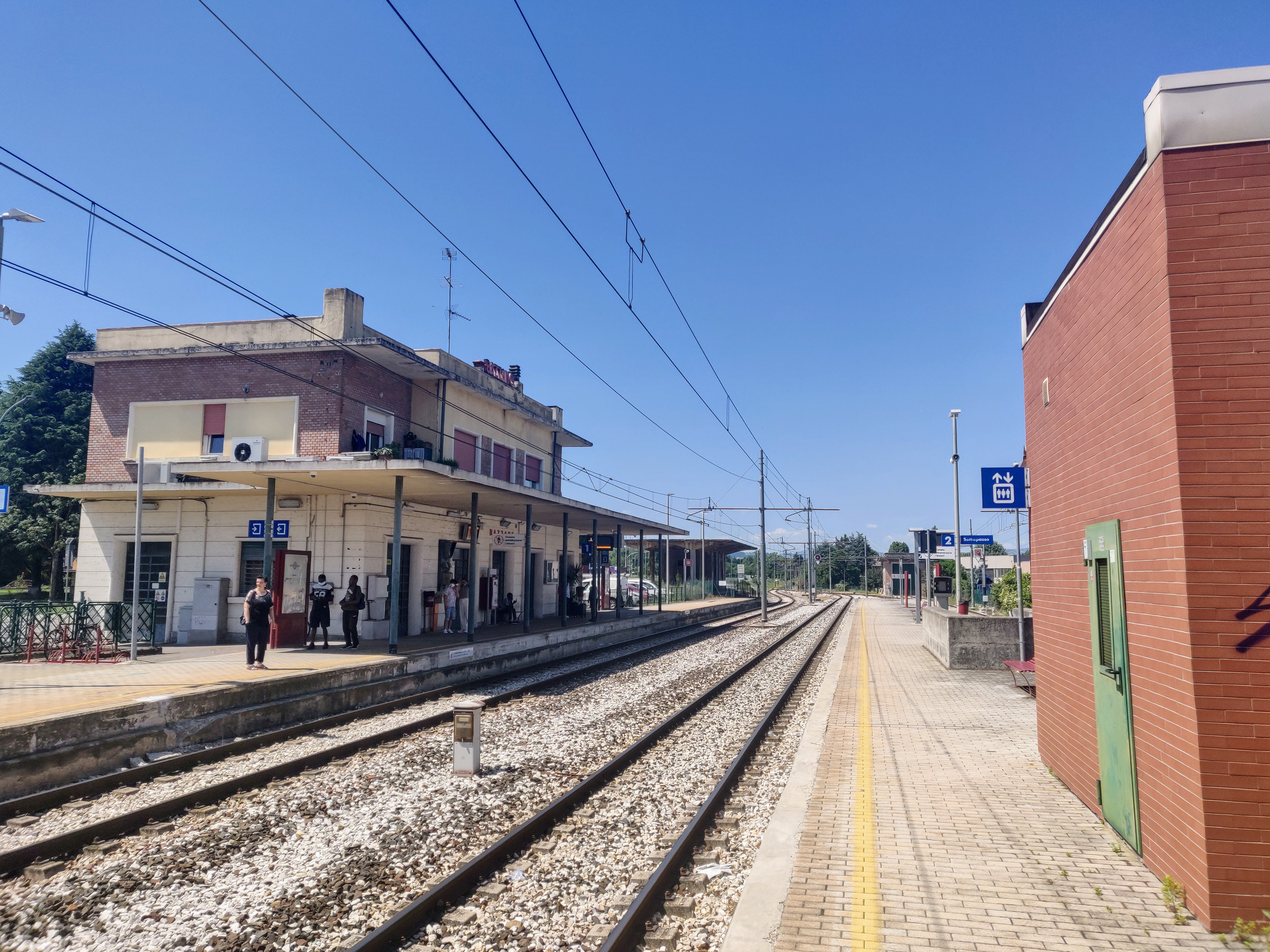
La stazione ferroviaria di Bazzano

Nel 1883 la città fu raggiunta dalla tranvia Bologna-Casalecchio-Vignola, il cui binario correva prevalentemente lungo l'attuale strada provinciale 569, già Strada statale 569 di Vignola, seguita nel 1914 da una diramazione della ferrovia a scartamento ridotto Modena-Vignola che si diramava da Spilamberto, quest'ultima soppressa nel 1944.
Nel frattempo, nel 1912 era stato attivato il collegamento tranviario con Castelfranco Emilia, esercito a vapore e soppresso nel 1934 per la concorrenza con la suddetta diramazione e dopo la rinuncia della società esercente a costruire una stazione unificata.
Nel 1938 la tranvia su sostituita dalla parallela ferrovia Casalecchio-Vignola. La stazione di Bazzano, dopo il rinnovo della linea avvenuto negli anni 2000, è inserita nell'ambito del servizio ferroviario metropolitano di Bologna e servita dai treni regionali svolti da Trenitalia Tper da e per Bologna.

## Società

### Evoluzione demografica
Abitanti censiti

### Tradizioni e folclore
Nel pomeriggio delle ultime due domeniche di carnevale si svolge a Bazzano una manifestazione carnevalesca indicata come il Carnevale di Bazzano o Carnevale dei bambini. La manifestazione trova origine nel XIX secolo. Fra il 1869 e il 1870 infatti fu istituita a Bazzano una società carnevalesca e, su proposta del massaro Leonida Ferrarini, si scelse 'Barba Zecc' (o Barbazecch) quale maschera paesana. La società aveva l'obiettivo di promuovere divertimenti pubblici e privati per allietare la cittadinanza, senza dimenticare però i bisognosi, ai quali erano devoluti gli introiti delle lotterie di beneficenza che si tenevano in occasione di queste feste solitamente organizzate nelle sale della Rocca Bentivolesca.

## Amministrazione
| Primo cittadino   | Partito | Partito                                                           | Mandato        | Mandato          | Elezione      |
| Primo cittadino   | Partito | Partito                                                           | Inizio         | Fine             | Elezione      |
| ----------------- | ------- | ----------------------------------------------------------------- | -------------- | ---------------- | ------------- |
| Lelio Benetti     |         | CLN                                                               | 14 maggio 1945 | 6 marzo 1946     | -             |
| Cesare Parini     |         | Partito Comunista Italiano                                        | 7 marzo 1946   | 1959             | -             |
| Renato Cassanelli |         | Partito Comunista Italiano                                        | 1959           | 1974             | -             |
| Marino Cassanelli |         | Partito Comunista Italiano                                        | 1974           | 1979             | -             |
| Andrea Lolli      |         | Partito Comunista Italiano                                        | 1979           | 1984             | -             |
| Roberto Vincenzi  |         | Partito Comunista Italiano poi Partito Democratico della Sinistra | 1984           | 1994             | -             |
| Alessandro Lolli  |         | Partito Democratico della Sinistra poi Democratici di Sinistra    | 1994           | 2004             | -             |
| Renato Baioni     |         | Democratici di Sinistra poi Partito Democratico                   | 2004           | 2009             | Elezioni 2004 |
| Elio Rigillo      |         | Partito Democratico                                               | 8 giugno 2009  | 31 dicembre 2013 | Elezioni 2009 |